# ساترلند
ساترلند هي بلدية ألمانية في سكسونيا السفلى. تقع بين مدن لير ، وكلوبنبرج ، وأُلدنبرج . وهي موطن الفريزيين الساترلنديين ، الذين يتحدثون اللغة الفريزية بالإضافة إلى الألمانية واللغة الألمانية الدنيا.